# TBWA
Vous pouvez aider à l'améliorer ou bien discuter des problèmes sur sa page de discussion.
- Il ne cite pas suffisamment ses sources. Vous pouvez indiquer les passages à sourcer avec {{référence nécessaire}} ou {{Référence souhaitée}}, et inclure les références utiles en les liant aux notes de bas de page. (Marqué depuis avril 2013)
- Il doit être recyclé. La réorganisation et la clarification du contenu sont nécessaires. (Marqué depuis juillet 2013)

- Archive Wikiwix
- Bing
- Cairn
- DuckDuckGo
- E. Universalis
- Gallica
- Google
- G. Books
- G. News
- G. Scholar
- Persée
- Qwant
- (zh) Baidu
- (ru) Yandex
- (wd) trouver des œuvres sur Wikidata

TBWA, ou TBWA Worldwide, est un réseau publicitaire International qui comprend notamment l'agence TBWA\Paris. Ce réseau dont le siège est à Midtown Manhattan, New York, opère à l'échelle mondiale avec 307 agences dans 99 pays et plus de 11 000 employés. Il est dirigé par Jean-Marie Dru, Tom Carroll et Lee Clow. TBWA a été fondé en 1970 à Paris, France, par William G. Tragos (Management, USA), Claude Bonnange (Marketing, France), Uli Wiesendanger (Création, Suisse) et Paolo Ajroldi (Service Clients, Italie). Il a été racheté en 1993 par l'américain Omnicom Group, second groupe mondial de communication.
La filiale française de TBWA est TBWA France, qui comptait environ 1 600 collaborateurs en 2011.
Après les États-Unis, la France est le 2e marché contributeur pour TBWA Worldwide.
Avec 19 agences, TBWA\France emploie 1 600 salariés et dégage une marge brute estimée à près de 200 millions d'euros.
TBWA\France est le 3e groupe de communication en France, derrière Publicis et Havas[réf. nécessaire].

## Historique
- 1968 : création de Chiat\Day par Jay Chiat, Guy Day & Lee Clow.
- 1970 : création à Paris de TBWA par l'américain William Tragos, le français Claude Bonnange, le suisse Uli Wiesendanger et l'italien Paolo Ajroldi.
- 1984 : Création de BDDP, le 1er groupe de communication multiculturelle d’origine européenne par Jean-Claude Boulet, Jean-Marie Dru, Marie-Catherine Dupuy et Jean-Pierre Petit.
- 1993 : achat de TBWA par le groupe Omnicom.
- 1995 : TBWA\Chiat\Day est issue de la fusion entre Chiat\Day et TBWA Worldwide[pas clair]

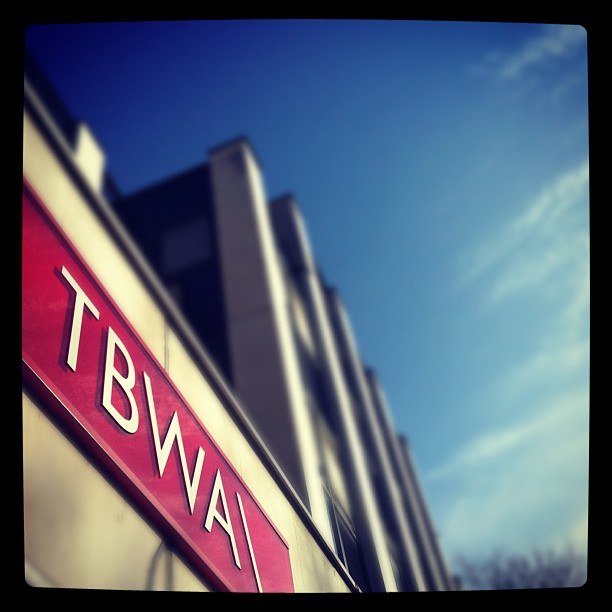
Devanture du siège TBWA/France.

- 1998 : TBWA\France est le fruit du rapprochement de BDDP et TBWA, dirigé par Gérard Cicurel[pas clair].
- 1998 : Nicolas Bordas fonde BDDP & Fils[pas clair]
- 2000 : Naissance de l'agence TBWA\Paris[pas clair].
- 2004 : TBWA\France est dirigé par Nicolas Bordas, Gérard Cicurel, Pascal Mariani.
- 2013 : TBWA\France est dirigé par Guillaume Pannaud et Pascal Mariani.

## Récompenses
Élu « Réseau de la décennie » par le magazine Advertising Age en 2010.
1re agence au monde élue « agency of the year » 4 années consécutives pendant les Cannes Lions International Advertising Festival.
TBWA comptabilise un total de 423 récompenses internationales, dont 39 Effie Awards.